# Els Pirineus
Els Pirineus (título original en catalán; en español, Los Pirineos) es una ópera en tres actos y un prólogo con música de Felipe Pedrell y libreto basado en la trilogía Els Pirineus (Los Pirineos) de Víctor Balaguer (1892). Se estrenó, en italiano, el 4 de enero de 1902 en el Gran Teatro del Liceo de Teatro Liceo.
En España, el nacionalismo musical aparece durante el siglo XIX como reacción al romanticismo alemán e italiano que condicionan la ópera europea. Felipe Pedrell encabeza los esfuerzos por conseguir una ópera española, tarea en la que le secundarán Ruperto Chapí o Tomás Bretón, entre otros. Tras el éxito del reestreno de su obra en italiano L'ultimo abenzeraggio (1874) en el año 1889, el compositor de Tortosa recibió numerosos estímulos para volver a componer óperas. Pedrell pretendía dar la réplica a la ópera de Bretón Los Amantes de Teruel.
Los Pirineos fue concebida desde un principio como una tragedia que Balaguer escribió en la Casa de Santa Teresa, su residencia, al lado del actual Museo-Biblioteca Víctor Balaguer de Villanueva y Geltrú. Pedrell, por su parte, comenzó a trabajar en la composición de la ópera en 1890, y mientras iba dando forma a lo que serían los dos primeros actos, Balaguer ampliaba su obra sobre albigenses, trovadores y inquisidores con lo que se convertiría en el prólogo y el tercer acto de la ópera. Al cabo de los meses, Pedrell perfila la idea de la trilogía con un prólogo, quizá por ciertas afinidades con la tetralogía wagneriana El anillo del nibelungo, pero con la intención de reforma del drama lírico y la creación de una escuela lírica hispana. De hecho, el carácter wagneriano de la partitura no es tan evidente o al menos tan exclusivo, ya que también se pueden rastrear las influencias de los compositores italianos del momento así como de la grand opéra francesa.

## Interpretaciones
Balaguer se tuvo que contentar en vida con la audición de algunos fragmentos de la ópera: el prólogo compuesto por Pedrell se presentó en Venecia en marzo de 1897 (los días 12, 14 y 17), y no sería hasta un año después de su muerte, en enero de 1902, cuando la obra se estrenaría íntegramente en versión italiana, en el Gran Teatro del Liceo, con figurines realizados por Apel·les Mestres.
El Liceo recuperó algunos fragmentos en el concierto Els hereus de la Renaixença de la temporada 1999-2000 y reestrenó una versión completa los días 17 y 19 de febrero de 2003 según una revisión de Edmon Colomer y Francesc Cortés, recuperando los arcaísmos del libreto original en catalán, y que contó en el reparto con Ofelia Sala, Ángeles Blancas, Vicente Ombuena, Marina Rodríguez Cusí y Stefano Palatchi.